# Tóth Gábor (rendőrtiszt)
Tóth Gábor (Kalocsa, 1966. október 28. –) rendőr vezérőrnagy, Budapest rendőrfőkapitánya 2007–2010-ig. Főkapitánysága alatt folytatta a BRFK a BKV-ügy, valamint a "Fekete sereg" néven elhíresült bűnszervezet elleni nyomozást.

## Életrajz
Elvégezte a budapesti Bolyai János Katonai Műszaki Főiskolát, a Rendőrtiszti Főiskola bűnügyi szakát és az ELTE Állam- és Jogtudományi Karát, jogi szakvizsgát tett.
Pályáját 1988-ban katonai ügyészségi nyomozóként kezdte, 1990 és 2003 között öt budapesti kerületben töltött be nyomozói, vizsgálati alosztályvezetői, bűnügyi alosztályvezetői, majd kapitányságvezetői posztot. 2003 és 2007 között Budapest rendőrfőkapitánya bűnügyi helyetteseként dolgozott.
2007 júniusában a főváros rendőrfőkapitánya lett.
2010 júliusában váltották le. Ezt követően rendelkezési állományban maradt, de decemberben nyugdíjazását kérte.
2011–2018 között a Syma Rendezvényközpont ügyvezetője volt.
2012-ben megalapította az Exactline Vezetési és Vezetéselméleti Tanácsadó Kft-t, melynek a mai napig ügyvezetője és 2020-tól az Országos Polgárőr Szövetség jogi, igazgatási és önkormányzati alelnöke.

## Politikai közeg
Tóth Gábor 2007 júniusától 2010 júliusáig volt a főváros rendőrfőkapitánya. Gyurcsány Ferenc második kormányzása idején, valamint Bajnai Gordon miniszterelnöksége alatt töltötte be ezt a pozíciót. Megválasztását a fővárosi önkormányzat minden politikai frakciója egyhangúlag támogatta szavazatával.Az általa vezetett rendőrség tevékenységét 2010-ben a parlamenti vizsgálóbizottság többsége Gulyás Gergely vezetésével egyre szakszerűbbnek minősítette.   https://hirado.hu/2010/09/28/megszolalt-a-volt-budapesti-rendorfokapitany-nem-k/

## Feljelentések Tóth Gábor ellen
Rendőrfőkapitányként 2008-ban Tóth Gábor kijelentette, hogy a rendőrök erkölcsi normája magasabb a civilekénél. Ennek ellenére 2010. április 2-án hűtlen kezelés miatt feljelentést tettek ellene. A Központi Nyomozó Ügyészség 2010. április 6-án elrendelte a nyomozást a BRFK-s szerződésekkel kapcsolatban, azonban néhány hónappal később bűncselekmény hiányában megszüntette . A Tóth Gábor elleni feljelentés a BRFK és az egyik polgárőri szövetség között létrejött szerződést kifogásolta.